# Микел, Игнаси
Игна́си Мике́л Понс (исп. Ignasi Miquel Pons; 28 сентября 1992, Корбера-де-Льобрегат, Барселона, Каталония) — испанский футболист, центральный защитник клуба «Леванте». Выступал в молодёжной сборной Испании.

## Клубная карьера
В период с 1999 по 2004 год Игнаси занимался в академии «Барселоны». В конце 2004 года он был передан футбольной школе клуба «Корнелья» из города Корнелья-де-Льобрегат. В 15-летнем возрасте выступал за дубль этого клуба, благодаря чему в 2008 году получил свой первый вызов в сборную Испании (до 16 лет). Молодым футболистом сразу же заинтересовались «большие» футбольные клубы, такие как «Манчестер Юнайтед» и «Валенсия», но сам Микел решил продолжить карьеру в лондонском «Арсенале».
Трансфер футболиста удалось оформить после того, как ему исполнилось 16 лет. В первом своем сезоне в стане «канониров» (сезон 2009/10), Микел провел за резервный состав 12 матчей. По истечении сезона Игнаси был выбран капитаном резерва.
Первый официальный матч в основной команде Игнаси провел 20 февраля 2011 года. В тот день «Арсенал», в рамках Кубка Англии, играл в гостях с «Лейтон Ориент». Футболист отыграл весь матч, который завершился со счетом 1:1. Также Микел принял участие в ответной встрече (5:0), состоявшейся 2 марта, также отыграв весь матч.
20 сентября, в игре с «Шрусбери Таун», Игнаси дебютировал за «Арсенал» в Кубке английской лиги. Футболист провел на поле весь матч, а «канониры» одержали уверенную победу со счетом 3:1.
20 августа, во встрече с «Ливерпулем» (0:2), Микел сыграл свой первый матч за команду Арсена Венгера в английской Премьер-лиге. Он вышел на поле стадиона «Эмирейтс» на 16 минуте встречи, заменив получившего травму Лорана Косельни и доиграл матч до конца.
6 декабря состоялся дебют Игнаси в Лиге чемпионов. Это произошло в матче группового этапа «Олимпиакос» — «Арсенал» (3:1). Микел появился на поле на 51 минуте игры, заменив Андре Сантоса.

## Международная карьера
Игнаси Микел выступал за сборную Испании (до 16 лет), за которую провел 2 матча. На данный момент он является игроком юношеской сборной Испании, с которой в 2011 году завоевал золотые медали юношеского чемпионата Европы. Футболист выходил на поле во всех матчах своей команды.

## Достижения
- Победитель юношеского Чемпионата Европы: 2011